# Юрин, Борис Андреевич
Бори́с Андре́евич Ю́рин (21 июня [4 июля] 1914 года — 2 декабря 1942 года) — участник Великой Отечественной войны в должности командира пулемётного взвода 29-го гвардейского стрелкового полка 12-й гвардейской стрелковой дивизии 61-й армии Западного фронта, Герой Советского Союза (посмертно), гвардии младший лейтенант.

## Биография
Родился 4 июля 1914 года в селе Тёплое (ныне Тепло-Троицкое Дальнеконстантиновского района Нижегородской области) в семье военнослужащего. Русский.
Образование начальное. Незадолго до войны с отцом переехал в город Горький (ныне — Нижний Новгород), работал плотником, маляром.
В 1941 году был призван в Красную армию Куйбышевским райвоенкоматом. С того же времени на фронте. Воевал на Западном фронте в районе Тулы, защищал южные подступы к Москве. Летом 1942 года гвардии старший сержант Юрин командовал пулемётным взводом. Член ВКП(б) с 1942 года.
14 августа 1942 года в боях в районе посёлка Железница (Белёвский район Тульской области) гвардии старший сержант Юрин вместе с пятью бойцами захватил дзот в глубине обороны противника. Группа в течение 8 часов удерживала дзот до подхода основных сил. Командир остался один, был ранен, но держался, пока не подошла помощь. За подвиг, совершенный в этом бою, гвардии старший сержант Юрин был представлен к званию Героя Советского Союза. Но наградные документы ходили по инстанциям почти 10 месяцев.
После этого боя Юрину было присвоено офицерское звание младшего лейтенанта, он продолжал командовать взводом. 20 ноября 1942 года был тяжело ранен в бою. Умер в госпитале от ран 2 декабря 1942 года. Точное место захоронения не установлено.
Указом Президиума Верховного Совета СССР от 3 июня 1944 года за образцовое выполнение заданий командования и проявленные мужество и героизм в боях с немецко-фашистскими захватчиками гвардии старшему сержанту Юрину Борису Андреевичу присвоено звание Героя Советского Союза.

## Награды
- Медаль «Золотая Звезда» Героя Советского Союза;
- орден Ленина.

## Память
- Имя Героя носит улица в Нижнем Новгороде.